# Ignace Kamatari
Le prince Ignace Kamatari est un membre de la famille royale du Burundi, fils du mwami Mutaga IV et de Niyakire. Il est le frère de Mwambutsa IV, avant-dernier roi de la dynastie Ganwa qui a régné sur le Burundi pendant plus de trois siècles.

## Biographie
En sa qualité de fils aîné du roi, Ignace Kamatari dirigeait la chefferie du Mugamba Nord.
Il meurt le 27 mai 1964 dans des circonstances qui n'ont jamais été élucidées. Alors que l'autopsie avait conclu à un assassinat, les enquêtes montrent qu'il s'agit peut-être d'un accident de roulage. Certaines sources indiquent qu'il aurait été assassiné par des extrémistes Hutus.
Le prince Ignace Kamatari a été inhumé sur les hauteurs de Bujumbura, à côté du mausolée où reposent le prince Louis Rwagasore et sa famille ainsi que l'ancien Premier ministre, Pierre Ngendandumwe.

## Famille et descendance
Par document officiel du 18 novembre 1957, le Chef KAMATARI ( Chefferie MUGAMBA NORD) a établi la liste de sa descendance .
Il a eu huit enfants de ses deux unions, portant le prédicat d'altesse royale,
1. Avec Ndaribarire marié en 1929, divorcé en 1946
  - La princesse Catherine Kamatari †
  - le prince Déogratias Kamatari (1942-20/12/2023)
2. Avec Agrippine († 8 mars 1990)  mariage le 14 juin 1947
  - le prince Pascal Kamatari (1949-1997)
    - Samantha Rebecca von der Recke Kamatari (née à Copenhague en 1974)
      - Sebastian Chalmer von der Recke Kamatari

    - Ignace Pascal von der Recke Kamatari (né à Copenhague en 1976)
      - Zoey Frederikke von der Recke Kamatari (née à Copenhague en 2004)

    - Jonathan von der Recke Kamatari (né à Copenhague en 1980)

  - la princesse Esther Kamatari (née en 1951)
    - Frédérique Bassez Kamatari (née le 2 janvier 1972)[7]
    - Jade Herbulot Kamatari (née le 6 juillet 1986)[8]
    - Arthur Herbulot Kamatari (né en 1991)[9]

  - le prince Louis Kamatari (1953-2014)
    - Diane Kamatari Umuhoza (28 juillet 1982)

  - le prince Godefroid Kamatari (1957-2005)
  - la princesse Baudouine Kamatari (née en 1957) :
    - Ketty Nivyabandi Kamatari
    - Rachel Nivyabandi Kamatari

  - la princesse Fabiola Kamatari (1961-2025)

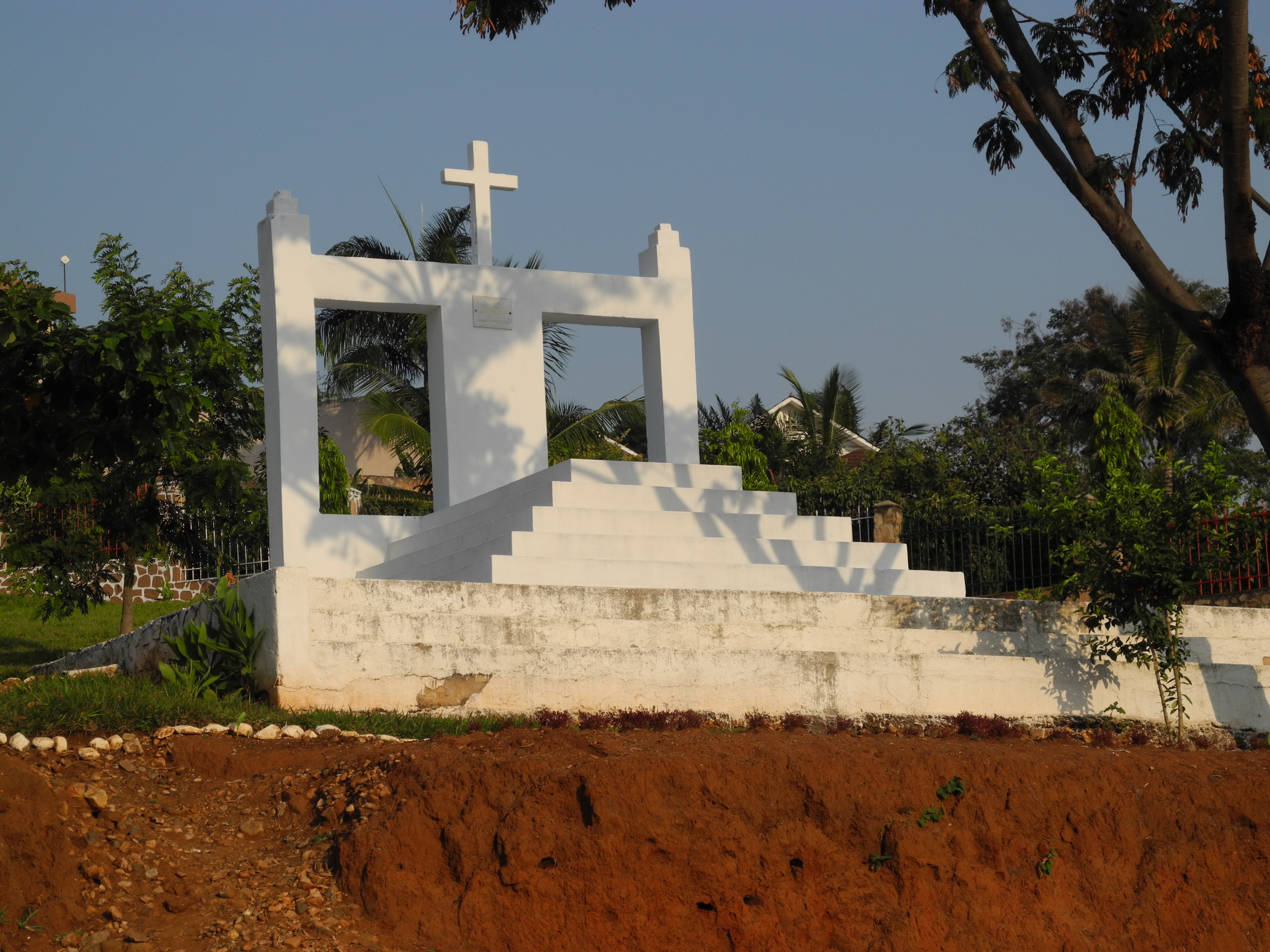
Mausolée du prince Ignace Kamatari